# Марк Семпроній Тудітан
Марк Семпро́ній Тудіта́н (лат. Marcus Sempronius Tuditanus; ? — 174 до н. е.) — політичний, державний та військовий діяч Римської республіки, консул 185 року до н. е.

## Життєпис
Походив з впливового плебейського роду Семпроніїв.
У 193 році до н. е. обраний народним трибуном. За його ініціативою був затверджений закон щодо зрівняння латинських та італійських союзників Риму стосовно отримання умов грошового кредиту (Lex Sempronia). У 189 році до н. е. став претором. Як провінцію отримав Сицилію.
У 185 році до н. е. його обрано консулом разом з Аппієм Клавдієм Пульхром. Під час своєї каденції разом із колегою воював проти лігурійських племен апуанів та ігавнів.
У 184 році до н. е. висував свою кандидатуру на посаду цензора, втім програв вибори. У 183 році до н. е. увійшов до колегії понтифіків. Помер у Римі під час мору — епідемії невідомої хвороби.